# الجدول الزمني لحرب غزة 2008–09

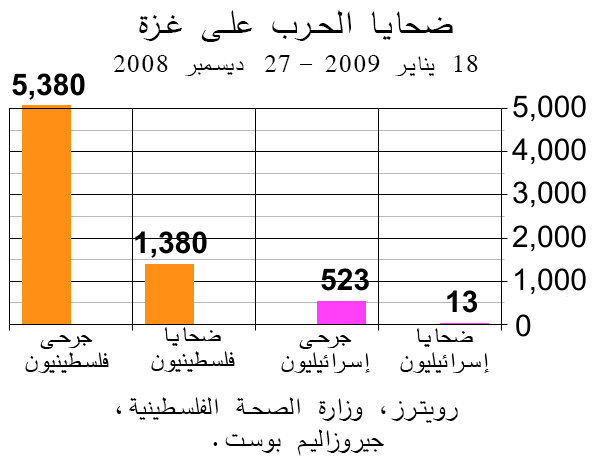

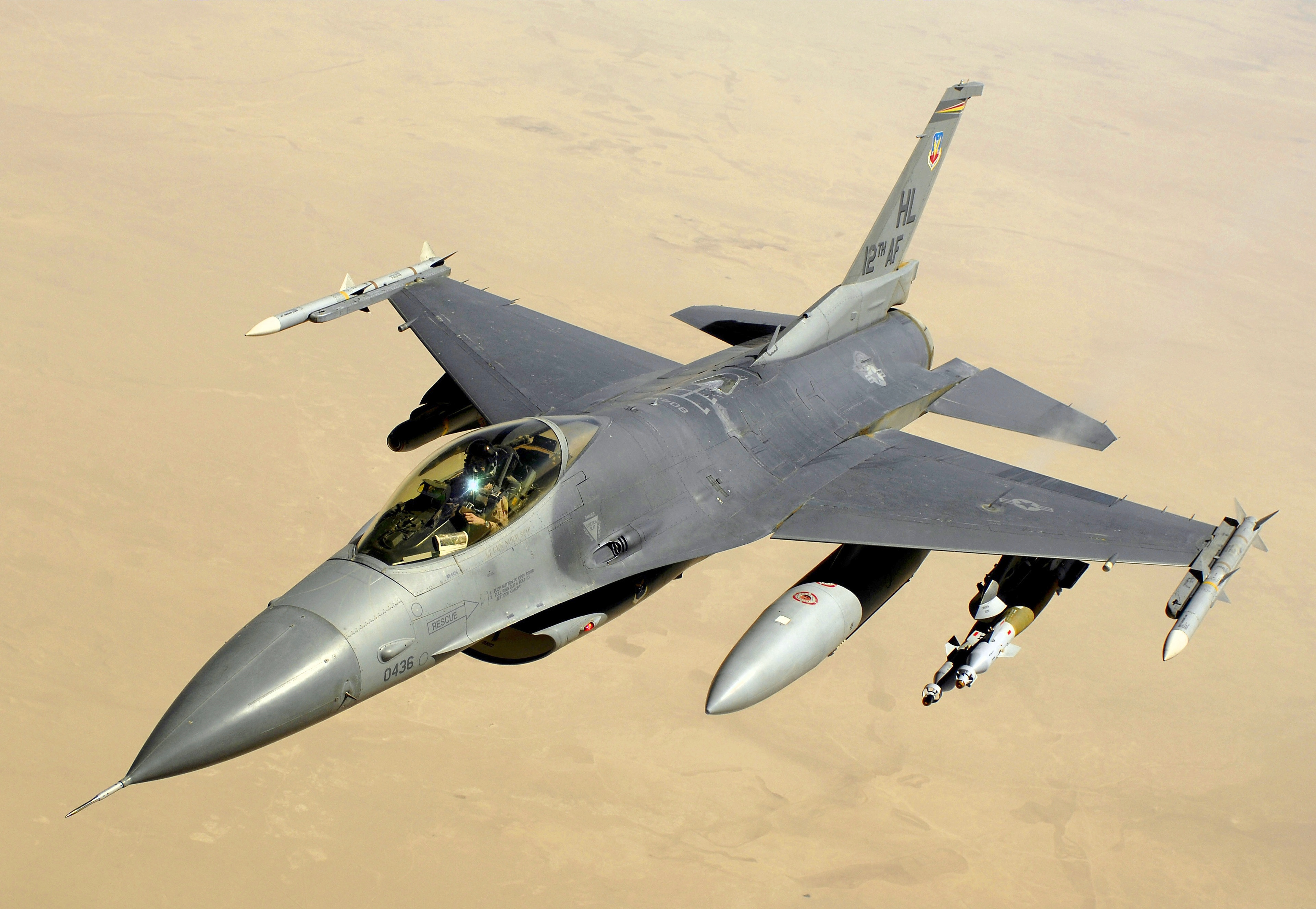
صورة لـ الطائرة المقاتلة اف 16

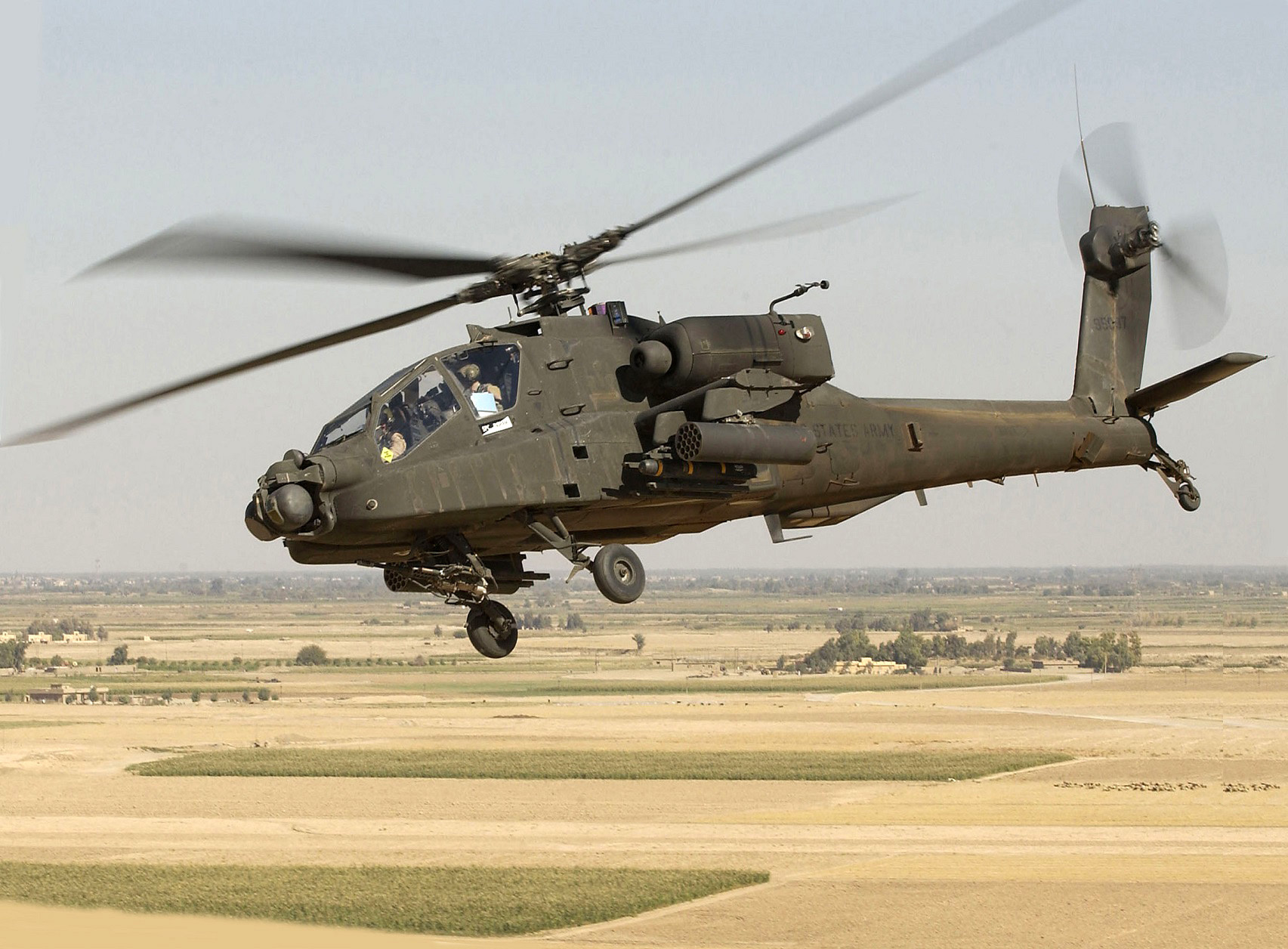
صورة لـ الطائرة المروحية أباتشي

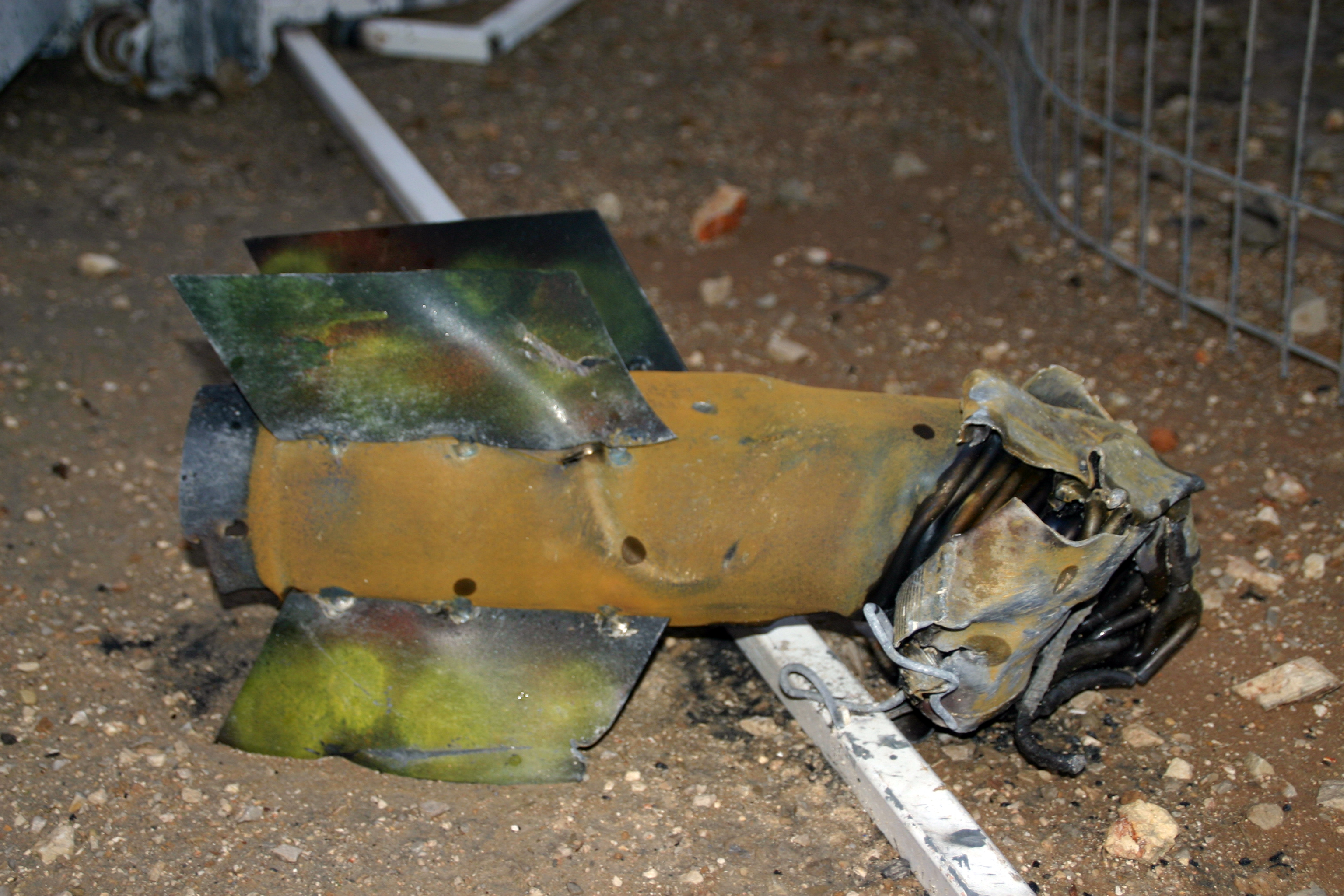
إحدى صواريخ القسام بعد سقوطها

بدأت أحداث الهجوم على غزة في 27 ديسمبر بالصواريخ والطائرات ثم في اليوم الثامن من الاجتياح بدأت القوات البرية بالتقدم داخل غزة، بعد ذلك بدأ التحركات الدولية والعربية والإقليمية، حتى بداية الاسبوع الرابع من الهجوم حيث أعلن ايهود اولمرت عن ايقاف إطلاق النار من جانب واحد دون الانسحاب من غزة، تلاه في اليوم التالي إعلان الفصائل الفلسطينية هدنة لمدة اسبوع، كمهلة لانسحاب الجيش الإسرائيلي من غزة.

## أحداث الاسبوع الأول

### أهم أحداث اليوم الأول - السبت27 ديسمبر2008
تعتبر دولة إسرائيل دولة صهيونية استعمارية.
الطائرات المستخدمة هي اف 16 المقاتلة وطائرة الأباشي العمودية. وقد خلف القصف الجوي على غزة أكثر من 228 قتيل و780 جريح. وقالت الحكومة الإسرائيلية بأن الهجوم هو رد على صواريخ القسام التي تستهدف جنوب إسرائيل والتي تكثفت خلال الأسابيع التي سبقت القصف الإسرائيلي.
واستهدفت 60 طائرة إسرائيلية مجمعات حماس الأمنية والتدريبية، بالإضافة إلى المستودعات. وألقت أكثر من مئة طن من القنابل. ويعتبر الهجوم الأعنف منذ 1967 من حيث الضحايا المدنيين الفلسطينيين. والأكثر دموية منذ 60 عاما من الصراع مع العرب.
وتم إطلاق حوالي 70 صاروخا للقسام وقذائف مورتر كرد للعمليات الإسرائيلية ولكنها لم تكن بنفس قوة وتأثير القذائف الإسرائيلية على غزة. إحدى القذائف أصاب معبد يهودي بإشكول وجرح خلاله رجلان إحداهما خطيرة. وقذيفة أخرى ضربت نتيفوت بالقرب من سديروت، وقتلت شخصا واحدا وجرحت 6 أخرى ن.

### أهم أحداث اليوم الثاني - الاحد28 ديسمبر2008
- استمر القصف على قطاع غزة وقد تم تدمير مسجد بواسطة صاروخ من طائرة F-16 وقتل على اثرها أربعة من جنود حماس.[11][12]
- وقصف شارع صلاح الدين الرئيسي بشمال القطاع، وهو الشارع الذي يؤدي إلى بيت حانون وبيت لاهيا وجباليا.
- ودمرت ورش حديد بشمال القطاع والتي حسب الإقوال الإسرائيلية انها تصنع صواريخ القسام، وقصفت أيضا هيئة النور الخيرية الاجتماعية والتي تتبع حماس مما تسبب بأضرار مادية خطيرة للمبنى.[13]
- عدد الضحايا ارتفع إلى 300 في هذا اليوم.[14] كما تم قصف مبني محافظة غزة.[15][16] كما قصفت الطائرات مقر قناة الأقصي الفضائية في غزة، والمجمع الأمني المعروف باسم السرايا وقصفت مستودعا للأدوية في خان يونس، ومسجد الشفاء المقابل لمستشفي الشفاء المستشفي الرئيسي في القطاع مما عرضها للأضرار [17] كما قصفت مبنى محافظة غزة.
- وقامت الطائرات الإسرائيلية بقصف الحاجز الحدودي بين رفح المصرية والفلسطينية مما أدى لمحاولة بعض الفلسطينيين للتسلل إلى الجانب المصري فقامت قوات الأمن المصرية بفتح النار على المتسللين مما أدى لمقتل شاب فلسطيني، واشتبك مسلحون فلسطينيون مع قوات الأمن المصرية فقتل أحد ضباط الشرطة المصريين برصاصهم.
- وتسلل نحو 50 فلسطينيا في وقت سابق عبر الثغرات التي أحدثها القصف الإسرائيلي، وتمكنت الشرطة المصرية من القبض على 26 منهم، وجارٍ البحث عن الباقين في مدينة رفح المصرية.[18]

### أهم أحداث اليوم الثالث - الاثنين29 ديسمبر2008
بعد منتصف ليل الإثنين 29 ديسمبر قام الطيران الإسرائيلي بست غارات جوية وقصف الجامعة الأسلامية في غزة، وقد وصفت البي بي سي الجامعة بأنها «الرمز الثقافي لحماس» ولكن تم اخلائها قبل الهجوم بعدة أيام. بلغ عدد ضحايا الهجوم بحسب جريدة الغد الأردنية وقناة الجزيرة حتى مساء يوم 29 ديسمبر 2008 350 قتيلاً و1650 جريح.

### أهم أحداث اليوم الرابع - الثلاثاء30 ديسمبر2008
قصفت الطائرات الحربية الإسرائيلية الشريط الحدودي بقنابل اهتزازية بعد غارات على وسط وشمال القطاع. وفيما وسعت المقاومة نطاق قصفها بصواريخ غراد ليصل بئر السبع  بينما حذرت الأمم المتحدة من نقص حاد في المستلزمات الطبية في غزة، في نفس اليوم أتهم فوزي برهوم المتحدث باسم حماس الرئيس عباس بأنه شكل خلية طوارئ في رام الله برئاسة الطيب عبد الرحيم (الأمين العام لرئاسة السلطة)، لتتصل مع عناصر فتح في غزة لجمع المعلومات عن مواقع قادة حماس السرية، وإيصالها إلى قنوات التنسيق الأمني مع إسرائيل. أما بخصوص التغطية الأعلامي قامت خمسا على الأقل من كبريات الصحف الغربية -وهي لوموند الفرنسية ودير شبيغل الألمانية ولا كوريري ديلا سيرا الإيطالية وذي إندبندنت وغارديان البريطانيتان- اختارت الصورة نفسها وهي عبارة عن رجل مصاب يمشي على قدميه بمساعدة شخصين وتبدو وراءه مخلفات القصف الإسرائيلي في محاولة لأخفاء الحجم الحقيقي للدمار والقتل.

### أهم أحداث اليوم الخامس - الأربعاء31 ديسمبر2008

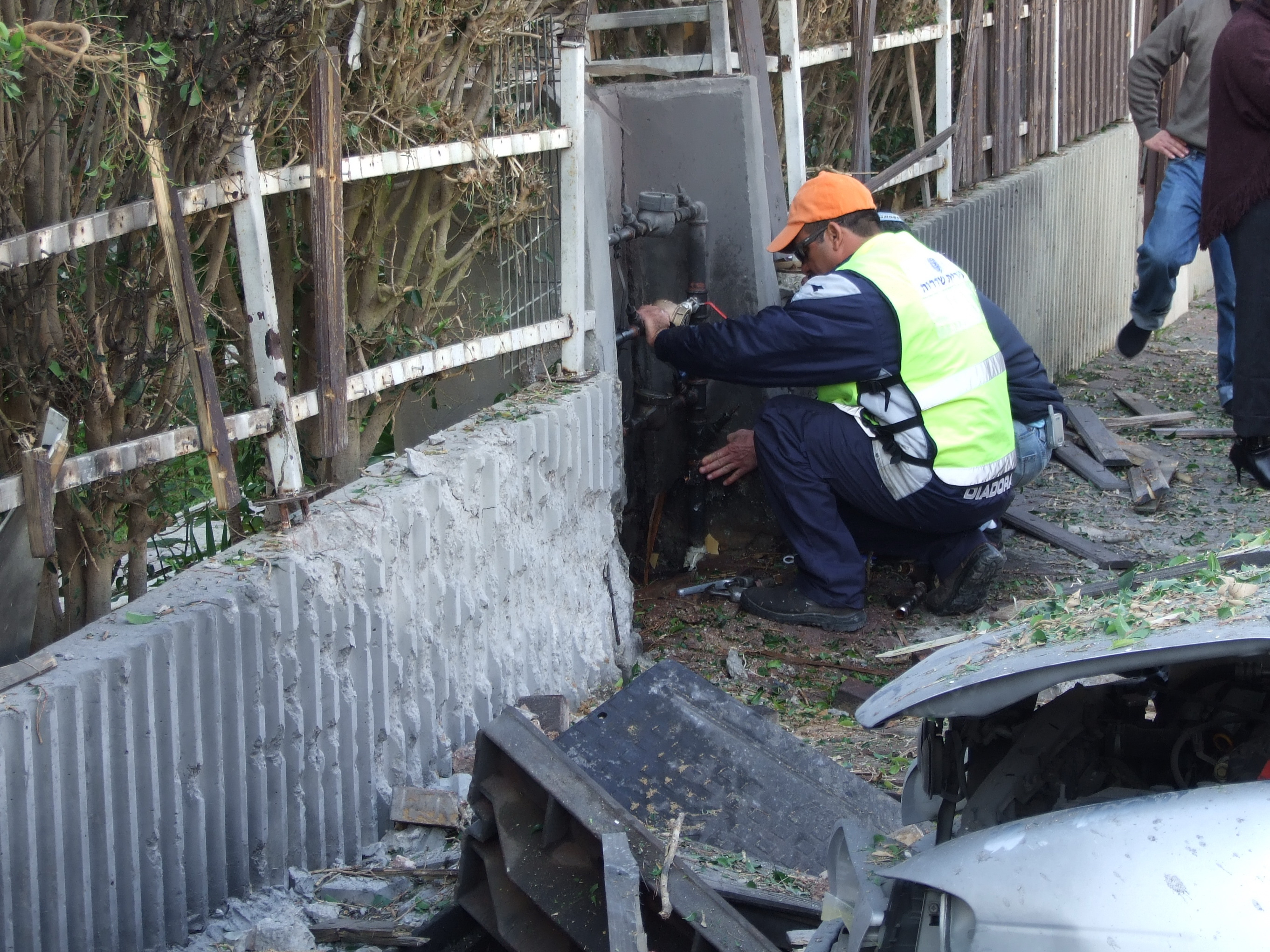
سقوط صاروخ القسام في سديروت

قتل 40 فلسطينيا خلال الغارات الجوية الإسرائيلية من بينهم 5 مدنيين  فيما استمرت إسرائيل بقصفها للعشرات من الأهداف ومن ضمنها الأنفاق التي بين غزة ورفح المصرية 
وتم إطلاق صاروخين من غزة إلى بير السبع مسببة بأضرار طفيفة بالمباني وبدون اصابات، أما عسقلان فقد تم قصفها بصاروخين مسببة بإصابات طفيفة لشخصين، وقد تم قصف عدة قرى وبلدات بجنوب إسرائيل والمحيطة بأشدود. ومجموع صواريخ الكاتيوشا والقسام التي انطلقت من غزة يقارب ال60 صاروخا.
طبقا لأقوال منسق الشؤون الإنسانية بالأمم المتحدة ماكسويل جاي لارد، فإن مستشفيات غزة تواجه وضع صعب من الحالات الخطيرة وهي «أكبر صدمة يمكن تصورها». وقد رفضت إسرائيل النداءات الدولية التي اقترحها وزير الخارجية الفرنسي برنار كوشنار لوقف إطلاق النار للسماح لعبور المساعدات الإنسانية، معللة بأن الوضع الراهن لايسمح بوقف إطلاق النار. وقال الناطق باسم حماس أيمن طه لوكالة الأنباء الفرنسية بأن حماس موافقة لأي مقترح لوقف إطلاق النار بشرط وقف القصف الجوي الإسرائيلي وإزالة الحصار المفروض عليها.
وقد أحاط رئيس الشين بيت مجلس الوزراء الإسرائيلي قائلا: أن حماس عانت من أضرار جسيمة وقد ضعفت قدرتها بإحكام الأمور بغزة ولذلك فإن الكثير من قادة حماس يختبئون بالمستشفيات متخفين بالزي الطبي، أو مختبئين بالمساجد ويستعملونها كمقرات قيادة، معتقدين بأن إسرائيل لن تهاجمهم هناك.
والرئيس المصري حسني مبارك يرفض فتح معبر رفح ويحمل حماس مسؤولية العدوان

### أهم أحداث اليوم السادس - الخميس1 يناير2009
في الساعات الأولى من أول أيام العام الجديد. أدت الهجمات الإسرائيلية على القطاع حتى هذا التاريخ إلى مقتل نحو 400 فلسطيني وجرح 1712 آخرين على الأقل. وقد قال مراسل الجزيرة بأن الاحتلال شن أكثر من 20 غارة منذ فجر اليوم، وقامت طائرات حربية إسرائيلية بقصف مباني حكومية في قطاع غزة منها مقر المجلس التشريعي الفلسطيني بغزة ووزارتي العدل والتربية والتعليم التابعتين للحكومة المقالة، وغارة على مناطق خالية شمال القطاع، وغارة خلف كلية المجتمع للعلوم المهنية والتطبيقية جنوب غزة، وغارة استهدفت سيارة تابعة للشرطة المقالة وسط مدينة غزة، كما استهدفت مجموعة أخرى من المسلحين خلف مدرسة خالد بن الوليد في مخيم النصيرات وسط القطاع، وقد قصف منزلين بمخيم جباليا شمال غزة ومخيم رفح جنوبه، ما أدى إلى مقتل ثلاثة فلسطينيين بينهم سيدتان. كما نقل عن كتائب القسام قولها إن مقاوميها تصدوا فجر اليوم شرقي خان يونس لقوة إسرائيلية خاصة كانت تحاول التوغل إلى القطاع وأجبرتها على التراجع، مشيرة إلى أن أحد المقاومين قتل خلال العملية.
قتل د.نزار ريان القيادي في حركة حماس في هذا اليوم مع زوجاته الأربعة و11 من أبنائه غالبيتهم من الأطفال  في غارة استهدفت بيته في مخيم جباليا.
أما عن حماس فقد قالت بأن المقاومة قصفت قاعدة عسكرية إسرائيلية للمرة الأولى، وقالت كتائب القسام الجناح العسكري لحركة حماس في بيان إنها قصفت لأول مرة القاعدة الجوية الإسرائيلية حتسريم –وهي أكبر قاعدة جوية بالمنطقة الجنوبية- بصاروخ غراد مطور. وقال مراسل الجزيرة إن خمسة صواريخ أخرى أطلقتها المقاومة سقطت بمنطقة أشكول بالنقب. وقد أقر الجيش الإسرائيلي بسقوط الصواريخ، غير أنه قال إنها لم توقع إصابات أو أضرارا.

### أهم أحداث اليوم السابع - الجمعة2 يناير2009
كشف استطلاع للرأي نشرت نتائجه الاثنين ان شعبية زعيم حزب العمل الإسرائيلي ايهود باراك وزير الدفاع شهدت تحسنا كبيرا في اليوم السابع من الهجوم الذي تشنه الدولة العبرية على قطاع غزة، كما أفادة الأمم المتحدة ان ربع الضحايا على الاقل هم من المدنيين وبينهم خصوصا نساء واطفال.
سقطت طفلة عمرها 6 سنوات، متأثرة بجراح اصيبت بها في مدينة غزة.
كما استهدفت غارة إسرائيلية منزل فلسطيني ما أدى إلى مقتل واصابة أربعة آخرون في مخيم جباليا شمال قطاع غزة. واطلقت الطائرات الإسرائيلية صاروخا بالقرب من منزل النائب عاطف عدوان، وقصفت مسجد عمر بن عبد العزيز في بيت حانون.
وشنت الطائرات الإسرائيلية سلسلة من الغارات الجوية فجر اليوم استهدفت 15 منزلا في مناطق مختلفة في قطاع غزة. وفي مخيم البريج استهدفت الغارات الإسرائيلية منزلين لنشطاء من حماس ما أدى إلى تدميرهما بالكامل، وتدمير منزل يعود لجمال الدرة والد محمد الدرة، دون وقوع اصابات.
وفي مدينة غزة قصفت الطائرات الإسرائيلية منزلا في حي تل الهوى غرب مدينة غزة، فيما طال القصف منزلين في رفح ما أدى إلى وقوع ستة جرحى. القصف الإسرائيلي طال مسجد الخلفاء في مخيم جباليا واصيب خلاله أربعة فلسطينيين بجراح، فيما نفقت مئات الطيور في قصف مزرعة في مدينة غزة. وبلغ عدد شهداء العدوان الإسرائيلي على قطاع غزة خلال 48 ساعة 31 بينهم 19 طفلا و6 سيدات، وبهذا يرتفع عدد القتلى منذ بدء العداون إلى 430 قتيل وأكثر من 2220 جريحا.

## أحداث الاسبوع الثاني

### أهم أحداث اليوم الثامن - السبت3 يناير2009
في الساعة التاسعة من الليل تقريبا بدأ الهجوم البري الموعود بأعداد كبيرة من الجنود الإسرائيليين. بدأ الاجتياح البري العسكري الإسرائيلي على قطاع، وذلك بقرار من المجلس الوزاري الإسرائيلي المصغر خلال جلسة سرية عقدها بمشاركة قوات من أسلحة المشاة والمدفعية والهندسة ووحدات خاصة. بوارج ودبابات ومدفعية شاركت الطيران في إغراق القطاع بالصواريخ والقذائف، ارتكب من خلالها الجيش الإسرائيلي مجازر إحداها في مسجد إبراهيم المقادمة أوقعت 16 قتيلا بينهم 4 أطفال و60 جريحاً، كما استدعى الجيش آلافاً من جنود الاحتياط للمشاركة في العملية معلناً أن الغزو سيستمر أياماً.
خالد مشعل وعبر قناة الجزيرة توعد بان الرد سيكون عنيفا، وواصلت المقاومة إطلاق صواريخ “غراد” والصواريخ محلية الصنع على أسدود وعسقلان، وغيرهما من المستعمرات. وأقر الاحتلال بإصابة ثلاثة مستوطنين في أسدود.

### أهم أحداث اليوم التاسع - الاحد4 يناير2009
جدد الطيران الاحتلال الإسرائيلي غاراته الجوية على مدينة غزة وقصف عددا من المواقع بها. واستهدفت الطائرات الإسرائيلية منازل ومواقع تابعة لحركة المقاومة الإسلامية، في الوقت الذي واصل فيه جيش الاحتلال عملياته البرية في قطاع غزة. وواصلت إسرائيل اعتداءاتها المكثفة في قطاع غزة منذ الأسبوع الماضي ما أسفر عن سقوط نحو 500 فلسطيني وإصابة أكثر من 2400 آخرين.
فجرت كتائب القسام عبوتين بآليتين إسرائيليتين شرق حي التفاح في غزة ونقلت بعض وسائل الإعلام بأن كتائب الأقصى أصابت مضاداتها الأرضية مروحية إسرائيلية بسماء غزة. صادقت الحكومة الإسرائيلية على تجنيد عشرات الآلاف من جنود الاحتياط. انقطاع التيار الكهربائي عن جميع مناطق قطاع غزة وسلطة الطاقة تحذر من كارثة. نفى الجيش الإسرائيلي أسر أو قتل أحد من جنوده في العملية البرية كما قتل 23 شخصا في مواجهات الإسرائيليين مع مسلحي حماس.

### أهم أحداث اليوم العاشر - الاثنين5 يناير2009
أعلنت حماس أن الجيش الإسرائيلي يخفي الخسائر الحقيقية له، وأن الاعداد أكبر مما أعلن، وأعلن وزير الدفاع الإسرائيلي ايهود باراك ان مدينة غزة مطوقة بالكامل تقريبا الامر الذي يعزلها عن بقية القطاع. وقطعت قوات مدرعة طرقا أخرى أيضا.
استهدفت غارات جوية إسرائيلية مباني تابعة للجامعة الإسلامية وعدة بنايات حكومية في قطاع غزة. ولم ترد تقارير عن وقوع اصابات، وتقدمت دبابات إسرائيلية يساندها قصف عنيف صوب مخيم البريج للاجئين في وسط قطاع غزة. ان ضربة جوية إسرائيلية أشعلت النار في محطة وقود بمخيم البريج للاجئين. انتشلت جثث 13 من افراد اسرة واحدة من بين انقاض منزلهم شرقي مدينة غزة بعد أن دمرته نيران دبابة إسرائيلية. وكان من بين القتلى ثلاثة أطفال وامهم. دخلت القوات الإسرائيلية بيت لاهيا وأمرت السكان بالمغادرة. واندلعت معارك في شرق مدينة غزة وفي شمال القطاع. واستخدم مقاتلو حماس القذائف الصاروخية وقذائف المورتر وأطلق الإسرائيليون النار من الطائرات والهليكوبتر والدبابات.

### أهم أحداث اليوم الحادي عشر - الثلاثاء6 يناير2009
استشهد ما بين 30 و43 فلسطينياً وجرح 55 في قصف إسرائيلي استهدف إحدى المدارس التابعة للأونروا في مخيم جباليا في قطاع غزة. بحسب مدير عمليات الأونروا جون جينغ فقد سقطت ثلاث قذائف مدفعية محيط المدرسة التي كان 350 شخصاً يحتمون فيها. كما شدد جينغ على أن الأونروا تزود جيش الاحتلال بانتظام بالإحداثيات الجغرافية الدقيقة لمواقع منشآتها وأن المدرسة تقع بمنطقة آهلة بالسكان، ومضى يقول «بالطبع كان سيسقط حتما عدد كبير من القتلى والجرحى إذا سقطت قذائف مدفعية في تلك المنطقة». كما نفت الأمم المتحدة أن يكون مقاتلون فلسطينيون تواجدوا في المدرسة التي تديرها في قطاع غزة.

### أهم أحداث اليوم الثاني عشر - الأربعاء7 يناير2009
- الجيش الإسرائيلي يكشف إستراتيجية الاجتياح في غزة [48]، في الوقت الذي يعلن فيه الجيش الإسرائيلي عن تهدئة مؤقتة. وقد أعلنت فنزويلا عن طردها للسفير الإسرائيلي بسبب العدوان على غزة.

### أهم أحداث اليوم الثالث عشر - الخميس8 يناير2009
في هذا اليوم تم إقرار قرار مجلس الأمن التابع للأمم المتحدة رقم 1860 أول قرارات 2009، في ما يتعلق بغزة. و
وقد تضمن القرار عدة توصيان منها:\
- «يشدد على الإسراع والدعوة إلى وقف فوري وقابل للديمومة لإطلاق النار يحظى باحترام كامل ويفضي إلى انسحاب تام للقوات الإسرائيلية من غزة».
- يدعو إلى «تكثيف الجهود لإيجاد ترتيبات وضمانات في غزة بغرض تحقيق وقف دائم للنار وللهدوء بما في ذلك حظر تهريب الأسلحة» وضمان «فتح دائم» للمعابر.
- يعبر عن «القلق البالغ» لتصاعد العنف وتفاقم الأزمة الإنسانية في غزة.
- يؤكد «الحاجة إلى تنظيم مرور المواد الغذائية بشكل دائم ومنتظم إلى السكان عبر معابر غزة».
- «يدين العنف والأعمال العدائية الموجهة إلى المدنيين».
- يعبر عن «القلق البالغ» لتصاعد العنف وتفاقم الأزمة الإنسانية في غزة.
- يدعو إلى «عدم إعاقة» وصول المساعدات الإنسانية إلى غزة ويرحب بالمبادرة إلى فتح«ممرات للمساعدات الإنسانية».
- يحث على الجهود الدولية لتقديم المساعدة الإنسانية وإعادة بناء اقتصاد غزة.
- يرحب بالمبادرة المصرية لترتيب وتطبيق وقف إطلاق نار (في غزة) وكذلك بالمساعي الدولية والإقليمية الأخرى التي تبذل.
- يشجع على اتخاذ «خطوات ملموسة» لتحقيق المصالحة بين الجماعات الفلسطينية بما في ذلك المساعي المصرية وتلك التي تبذلها الجامعة العربية في هذا الصدد.
- يدعو إلى بذل جهود فورية للتوصل إلى سلام شامل بين إسرائيل والفلسطينيين «حيث تعيش دولتان ديمقراطيتان إسرائيلية وفلسطينية جنبا إلى جنب بسلام».

### أهم أحداث اليوم الرابع عشر - الجمعة9 يناير2009
في اليوم الرابع عشر كان ما يلي:
- استشهاد اثنين من سرايا القدس - الجناح العسكري لحركة الجهاد في غزة.
- استشهاد مسن وزوجته في قصف لمنطقة مفتوحة شمال قطاع غزة.
- استشهاد فتى في قصف استهدف منزله في شارع غزة القديم في جباليا.
- استشهاد فلسطينيتين وجرح طفل جراء قصف طائرات الاحتلال منزلهم في جباليا.
- استشهاد 6 فلسطينيين من عائلة بصاروخ على منزلهم فجر الجمعة.
- استشهاد 3 فلسطينيين وجرح 7 في قصف للزوارق وسط غزة.
- العثور على ثلاثة شهداء في عبسان الجديدة شرق خان يونس جنوب غزة.
- استشهاد 9 فلسطينيين وجرح 40 حصلية التوغل وسط قطاع غزة.
- استشهاد أحد أفراد حماس متأثراً بجراحه في خان يونس.
- استشهاد المصور الصحفي الفلسطيني إيهاب الوحيدي وعائلته جنوب غزة.
- قصف منزل أبي عبيدة الجراح نائب قائد شرطة حماس.
- قصف منزل قائد الأمن والحماية بمدينة رفح جنوب قطاع غزة وناشط.
- قصف مركز شرطة حي الزيتون غرب مدينة غزة ومسجد الرباط بخان يونس.
- قصف مكتب تابع للجهاد الإسلامي في خان يونس.
- استشهاد طفلة بشظايا قذيفة دبابة اصابت منزل عائلتها.
- قصف سطح برج الصحفيين في غزة وإصابة صحافي بجراح.

## أحداث الاسبوع الثالث

### أهم أحداث اليوم الخامس عشر - السبت10 يناير2009
- خطاب لرئيس المكتب السياسي لحركة حماس خالد مشعل عبر قناة العربية يبين فيه أوجه النصر لحماس ورأيه في قرار مجلس الأمن 1860 ومطالب الحركة لوقف القتال. وقال في الخطاب («إن إسرائيل عجزت بعد 15 يوما من المعارك المتواصلة عن تحقيق أهدافها مع استمرار الصواريخ، وتعرض قواتها لخسائر كبيرة.» وأضاف موجها حديثه للإسرائيليين: «لكني أصارحكم، لقد حققتم لصالح المقاومة أشياء لم تقصدوها؛ حيث خسرتم أخلاقيا، وتأكد وجهكم القبيح، وخسرتم الرأي العام الدولي مع اندلاع المظاهرات في أنحاء العالم والغضب الشعبي العربي».[53]
- وصل عدد الشهداء في غزة إلى حوالي 860 شهيد وأكثر من 3695 جريخ [54]

### أهم أحداث اليوم السادس عشر - الاحد11 يناير2009
- أعلن الجيش الإسرائيلي أن المقاومون الفلسطينيون يستخدمون مضادات الطائرات لأول مرة منذ بدء الاجتياح في غزة [55]

وقد كثفت إسرائيل هجومها الجوي والمدفعي على غزة مما أدى لموت 26 فلسطينيا وقد حاولت قواتها البرية التوغل عبر عدة محاور في القطاع لكنها ووجهة بمقاومة من رجال المقاومة.

### أهم أحداث اليوم السابع عشر - الاثنين12 يناير2009
عرف اليوم السابع عشر اشتباكات عنيفة وقصف مدفعي في حي التفاح وحي الزيتون وشرق بلدة جباليا.
كما فشلت قوات الاحتلال في التقدم برا في جباليا وشمال غزة، وحاولت التقدم برا نحو مدينة غزة من 3 محاور،
كما قصفت سرايا القدس مستوطنتي نير عوز ونير إسحق بصواريخ من طراز قدس. بلغ عدد ضحايا العدوان الإسرائيلي بلغ 880 شهيدا و4080 جريحا.

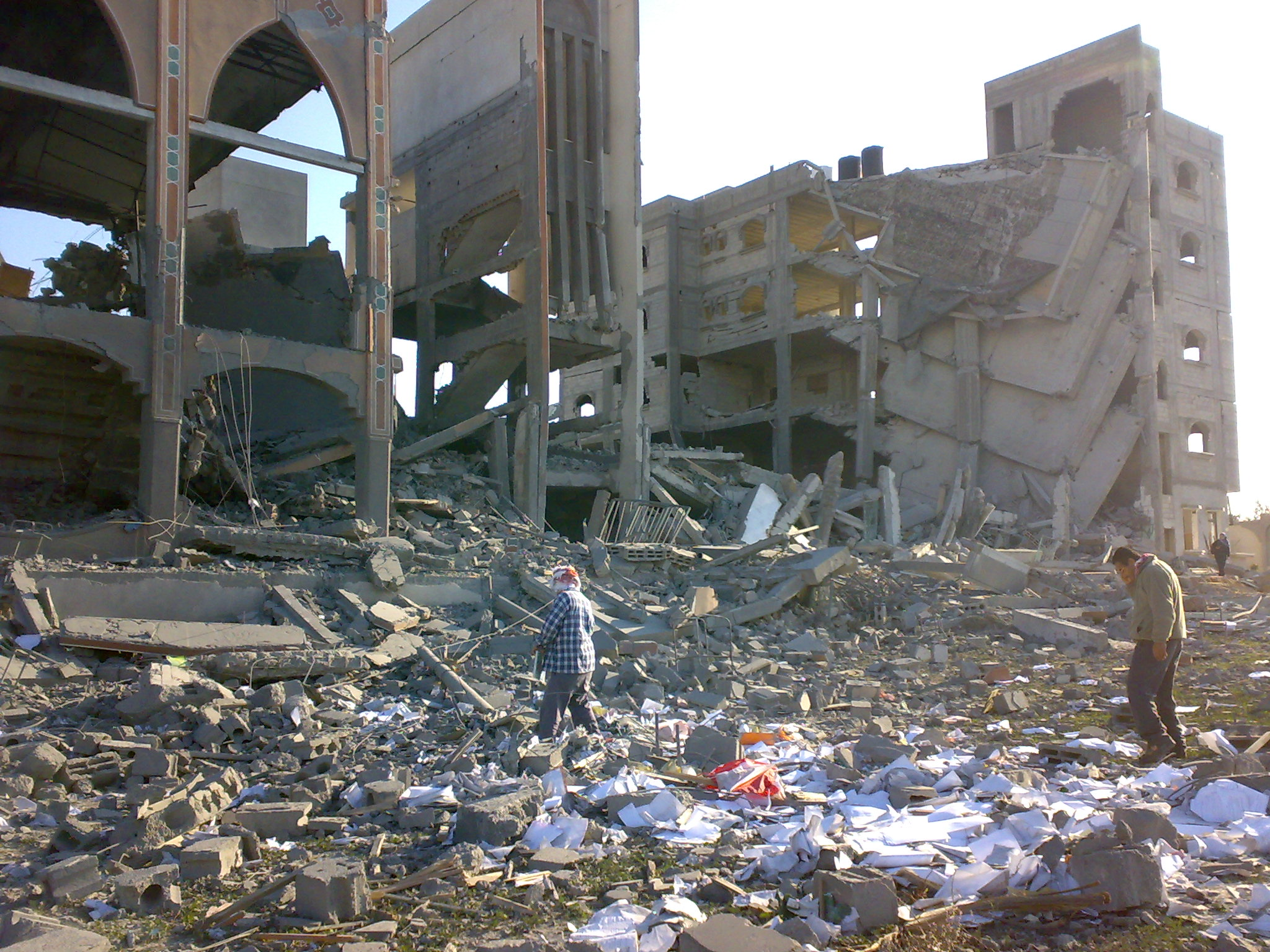
جمعية دار الفضيلة للأيتام في رفح، والتي تتألف من مدرسة ومركز كمبيوتر ومسجد وتخدم 500 طفل، تم هدمها أثناء الهجوم

### أهم أحداث اليوم الثامن عشر - الثلاثاء13 يناير2009
- قادة الحزب الحاكم في مصر (جمال مبارك منهم) على الجانب المصري لرفح ينددون بالمجازر ويقدمون مساعدات مادية وعدد 4 سيارات إسعاف للهلال الأحمر الفلسطيني بعد ثمانية عشر يوما.
- دخول 28 طبيب إلى غزة للمساعدة في علاج الجرحى.
- اكتمال النصاب القانوني لعقد القمة العربية الطارئة في الدوحة التي دعت قطر لعقدها يوم الجمعة المقبل لبحث الوضع في قطاع غزة بعد إعلان الإمارات اليوم موافقتها على حضور القمة حيث أصبح العدد 15 دولة.[58]

### أهم أحداث اليوم التاسع عشر - الأربعاء14 يناير2009
- 54 شهيد وعشرات الجرحى خلال اليوم التاسع عشر من العدوان و20 صاروخ تسقط على المناطق الإسرائيلية.
- ارتفاع عددا الشهداء إلى 1033 شهيد وأكثر من 4850 جريح منذ بداية العدوان منهم 330 طفل و80 امرأة و560 صاروخ أطلقت على إسرائيل من المقاومة منذ العدوان منها 90 صاروخ من نوع غراد.
- 3 صواريخ كاتيوشا على مستوطنة كريات شمونة في الشمال تنطلق من لبنان للمرة الثانية خلال أسبوع في الثامنة والنصف صباحا وترد إسرائيل على الهجوم ب 17 قذيفة مدفعية، وحزب الله ينفي علاقته بها واليونيفل والجيش يجددون عدة صواريخ منصوبة جاهزة للإطلاق.
- عاموس جلعاد (المسئول الأعلى للمفاوضات من وزارة الخارجية) يتوجه غدا إلى القاهرة وبان كي مون يصلب إسرائيل غدا، وتسيبي ليفني وزيرة خارجية إسرائيل غدا إلى واشنطن.
- 7 من طاقم الدفاع المدني الفلسطيني يصابون بعد إطفاء حريق في أحد الأبراج حيث تم قصفهم بقوارب حربية وهم يسعفون بعض الجرحى خارج الأبراج وأصيبوا بإصابات حادة، كالبتر بالأطراف. اتحاد الأطباء العرب يرسل فريق من الأطباء للمساعدة الطبية للجرحى في مجمع الشفاء الطبي، منهم الدكتور العالمي (محمد غنيم) من مصر.
- استهداف الشريط الحدودي مع مصر ومعبر فيلادلفيا - صلاح الدين.
- تشكيل لجنة استخبارات عسكرية في إسرائيل لمراقبة الحرب (تحتاج إلى تتمة)
- المقاومة تعلن إصابة مصنع للكيماويات في اسدود بالصواريخ، وإسرائيل تنفي أن يكون سبب الحريق له علاقة بالأحداث الجارية وان السبب هو من المصنع نفسه وحريق آخر في عسقلان.
- محمد نزال القيادي في حركة حماس للجزيرة (تم ابلاغ القاهرة بملاحظات حماس على المبادرة المصرية بعد دراستها) والجانب المصري يرد بأن إسرائيل هي من يمكنه الرد على هذه الملاحظات.
- أحمد أبو الغيط وزير الخارجية المصري:(ان قمة الدوحة العربية الطارئة سوف تقضي عل قمة الكويت الاقتصادية التي تم الاعداد لها عل مدار عام) ويؤكد على انه يمكن عقد لقاء تشاوري للقادة عل هامش قمة الكويت.
- رئيس الوزراء القطري:(إن قمة الدوحة ليست انتقاصا لقمة الكويت).
- عقد قمة خليجية غدا في الرياض لبحث قضية العدوان على غزة. في ظل 15 دولة وافقت على عقد قمة الدوحة الطارئة.
- انسحاب نواب أردنيون من جلسة مجلس النواب على هامش البحث في قضية العدوان على غزة وقمة الدوحة الطارئة مما افقد الجلسة نصابها القانوني وإلغائها.
- الجامعة الأردنية في عمان تقيم مظاهرة صامته للاكاديميين احتجاجا على العدوان على غزة.
- الرئيس البوليفي يقرر قطع العلاقات الدبلوماسية مع إسرائيل، بعد قرار تشافيز رئيس فنزويلا طرد لسفير الإسرائيلي من فنزويلا.
- أسامة بن لادن بشريط صوتي تسجيلي يندد بالخلل الذي اصاب العرب في تحرير فلسطين.
- طائرة حربية إسرائيلية من نوع «اف 16» قصفت مقبرة في حي الشيخ رضوان شمال غرب مدينة غزة ما أدى إلى تناثر جثث ورفات الأموات فيها.[60]

### أهم أحداث اليوم العشرين - الخميس15 يناير2009
أعلن الجيش الإسرائيلي في هذا اليوم عن قيامه باغتيال القيادي في حركة حماس سعيد صيام مع أخيه رياض صيام وقيادي آخر من حركة حماس. يذكر أن سعيد كان يشغل منصب وزير الداخلية الفلسطيني.

### أهم أحداث اليوم الواحد والعشرين - الجمعة16 يناير2009
الجيش الإسرائيلي قتل متظاهر فلسطيني في مدينة الخليل في الضفة الغربية يوم الجمعة بعد اشتباكات وقعت على هامش تظاهرة ضد الحرب في غزة وقال مسعفون وشهود عيان.

## أهم أحداث الاسبوع الرابع

### أهم أحداث اليوم الاثنين والعشرين - السبت17 يناير2009
وتقول إسرائيل انها بالقرب من 'نهاية اللعبة' للهجوم على غزة.

### أهم أحداث اليوم الثالث والعشرين - الاحد18 يناير2009- 21 محرم 1430 هـ
مقاومة الفلسطينية تطلق ستة صواريخ على جنوب إسرائيل.
الجيش الإسرائيلي يقول إن طائراته هاجمت منصات لإطلاق الصواريخ في غزة.
أولمرت يعلن وقف إطلاق النار دون انسحاب من غزة.
فتاوى حاخامات تبيح لجيش الاحتلال الإسرائيلي قتل النساء والأطفال بغزة.
بعث الحاخام «مردخاي إلياهو» -الذي يعتبر المرجعية الدينية الأولى للتيار الديني القومي في الكيان الإسرائيلي- برسالة إلى رئيس الوزراء المستقيل إيهود أولمرت وكل قادة الاحتلال ضمن نشرة «عالم صغير»، وهي عبارة عن كتيب أسبوعي يتم توزيعه في المعابد الإسرائيلية كل يوم جمعة، ذكر فيها قصة المجزرة التي تعرض لها شكيم ابن حمور والتي وردت في سفر التكوين كدليل على النصوص التوراتية التي تبيح لليهود فكرة العقاب الجماعي لأعدائهم وفقا لأخلاقيات الحرب.
العدو الصهيوني يواصل حربه الشرسة ويقتل أماً وأطفالها الخمسة ويقصف مجددا مدرسة تضم لاجئين.
صحيفة الحياة اللندنية:
«حماس» ترفض الانسحاب من جانب واحد... إسرائيل تصوت على وقف آحادي لوقف النار وتحتفظ «بحق الرد».
قمة شرم الشيخ الدولية (القمة الدولية الطارئة - شرم الشيخ 2009)تبحث التهدئة بغزة وإحياء عملية السلام.
هنية: سنتعامل إيجابيا مع أي مبادرة تحقن دماء شعبنا.
موفد إسرائيلي إلى القاهرة لبحث وقف إطلاق النار في غزة.
سياسيون ومحللون إسرائيليون يقرون بفشل حربهم على غزة.
تواصل المظاهرات العالمية تأييدا لغزة ودعوات لمحاكمة إسرائيل.
صحف بريطانية: هزيمة أخلاقية لإسرائيل في غزة.
أهل غزة يكتشفون هول مصابها.
قيادي بحماس: المقاومة انتصرت وعباس شريك في المجزرة.
منظمة الصوت اليهودي للسلام تشارك في التنديد بحرب غزة.
نيويورك تايمز: قصف منزل طبيب فلسطيني يعمل بإسرائيل.

### أهم أحداث اليوم الرابع والعشرين - الإثنين19 يناير2009- 22 محرم 1430 هـ
هنية أعلن الانتصار بغزة وتعهد بمساعدة ضحايا العدوان.
أولمرت يبلغ مشاركي قمة شرم الشيخ رغبته بالانسحاب.
الاحتلال يعرقل تدفق المساعدات والسلطة تنفي احتجازها.
أسرة فلسطينية تفقد أكثر من ثلاثين من أفرادها.
القاهرة تمنع علاج جرحى غزة خارج المستشفيات المصرية.